# Các lâu đài của Bellinzona
Các lâu đài của Bellinzona là một nhóm các công sự nằm xung quanh thị trấn Bellinzona, thủ phủ của bang Ticino, Thụy Sĩ. Nó nằm ở chân dãy núi Anpơ, bao gồm các bức tường kiên cố và ba lâu đài có tên Castelgrande, Montebello, Sasso Corbaro. Castelgrande nằm trên đỉnh núi đá nhìn xuống thung lũng, với hàng loạt bức tường thành bảo vệ thành phố cổ và nối với Montebello. Sasso Corbaro là lâu đài cao nhất trong số ba lâu đài, nằm trên một mỏm đá biệt lập về phía đông nam của hai lâu đài còn lại. Các lâu đài của Bellinzona với những bức tường phòng thủ của nó đã được UNESCO công nhận Di sản thế giới từ năm 2000.

## Lịch sử

### Thời tiền sử và La Mã
Bellinzona luôn chiếm một vị trí địa lý quan trọng trên dãy núi Anpơ Thụy Sĩ. Nó nằm cách vài ki lô mét về phía nam của Arbedo, nơi con sông Ticino và Moesa gặp nhau. Một số tuyến đường đèo quan trọng của dãy núi Anpơ, nối từ bắc đến nam châu Âu, bao gồm Nufenen, St. Gotthard, Lukmanier và San Bernardino, tất cả đều hội tụ ở khu vực xung quanh Bellinzona, biến nó trở thành một trung tâm thương mại quan trọng.
Trong khi khu vực này đã bị chiếm đóng từ đầu thời đại đồ đá mới, thì phải đến cuối thế kỷ 1 trước Công nguyên, một pháo đài được xây dựng trên ngọn núi đá khổng lồ có tên Castelgrande dưới thời trị vì của Hoàng đế La Mã Augustus. Trong khi pháo đài rơi vào tình trạng hư hỏng trong những thế kỷ sau đó, nó đã được xây dựng lại và mở rộng rất nhiều vào thế kỷ thứ 4. Dưới thời trị vì của Diocletianus và Constantinus, một chuỗi lâu đài và tháp canh được xây dựng để bảo vệ miền bắc nước Ý khỏi sự xâm lược. Vị trí của Bellinzona được công nhận là một trọng điểm trong hệ thống phòng thủ và một lâu đài lớn đã được xây dựng trên Castelgrande. Lâu đài này có khả năng chứa một cohort vài trăm người đã được thử nghiệm vào năm 475 khi một đội hình gồm 900 lính Alemanni bị đánh bại bởi đơn vị đồn trú có số lượng ít hơn của lâu đài.
Sau sự sụp đổ của sự sụp đổ của Đế quốc Tây La Mã, khu vực này được kế thừa bởi người Ostrogoth vào khoảng năm 500 sau Công nguyên, đế quốc Đông La Mã vào giữa thế kỷ thứ 6 và người Lombard từ năm 568/70 đều nắm quyền kiểm soát Bellinzona và sử dụng lâu đài Castelgrande để khẳng định quyền kiểm soát các đường đèo quan trọng xung quanh. Dưới thời kỳ của người Lombard, Bellinzona trở thành địa điểm đóng quân thường xuyên để bảo vệ khu vực khỏi các cuộc đột kích của các bộ tộc Francia và Alemanni lân cận. Nhà sử học Gregory của Tours ghi lại rằng, một cuộc xâm lược của người Francia vào năm 590 kết thúc khi nó gặp phải sự kháng cự quyết liệt từ những người Lombard bảo vệ lâu đài. Theo truyền thuyết, một mũi giáo đâm từ phía sau đã giết chết chỉ huy tấn công và cuộc xâm lược kết thúc. Từ Bellinzona, người Lombard kiểm soát giao thông trên tuyến đường thương mại quan trọng từ Varese qua Ponte Tresa, đèo Monte Ceneri, Biasca và cuối cùng là vượt qua đèo Lukmanier tới Chur. Một số nhà nghiên cứu tin rằng, Bellinzona có thể là thủ phủ của một huyện bao gồm hầu hết các thung lũng ở Ticino.
Vào khoảng năm 774, vương quốc Francia (sau này sẽ trở thành đế quốc Carolus) đã giành được quyền kiểm soát thung lũng Ticino bao gồm cả Bellinzona. Castelgrande được mở rộng với một nhà nguyện, các ngôi nhà lớn, tháp canh và doanh trại. Các tòa nhà và tường cũ được xây dựng lại và gia cố. Tuy nhiên, phần phía nam của lâu đài đã bị phá hủy bởi một vụ hỏa hoạn vào khoảng năm 800.

### Đầu thời Trung Cổ
Khoảng hai thế kỷ sau, hoàng đế Otto III của Thánh chế La Mã tìm cách khôi phục sức mạnh hào quang trong quá khứ của La Mã cổ đại và mở rộng sang Ý nên ông đã cho mở các đèo Lukmanier và St. Bernard. Việc kiểm soát Bellinzona là một phần quan trọng trong việc mở rộng này. Thành phố được lấy từ Milan và được tặng cho Giám phận Como như là một món quà, những người đã ủng hộ triều đại Ottonen. Năm 1002, sau cái chết của Otto III, hầu tước Arduin của Ivrea xưng là vua của Ý và phê chuẩn quyền sở hữu Castelgrande của giám mục. Hai năm sau, sau khi Arduin đã bị đánh bại bởi Heinrich II, Enrico II đã xác nhận trao lại món quà Castlegrande cho Giám mục Como. Tòa giám mục chỉ thực sự sở hữu khu bên trong, được gọi là Dinh giám mục. Tuy nhiên, nhiều quý tộc trong tòa giám mục đã ủy thác cả các tòa tháp và tòa nhà trong khuôn viên của lâu đài.